# Tetracnemoidea ipswichia
Tetracnemoidea ipswichia är en stekelart som först beskrevs av Girault 1922.  Tetracnemoidea ipswichia ingår i släktet Tetracnemoidea och familjen sköldlussteklar. Inga underarter finns listade i Catalogue of Life.